# نویز: اقتصاد سیاسی موسیقی
نویز: اقتصاد سیاسی موسیقی (به فرانسوی: Bruits: essai sur l'economie politique de la musique) کتابی نوشته ژاک آتالی، اقتصاددان و محقق فرانسوی است که در مورد نقش موسیقی در اقتصاد سیاسی است.

استدلال اساسی آتالی در نویز: اقتصاد سیاسی موسیقی این است که موسیقی، به عنوان یک فرم فرهنگی، به شیوه تولید در هر جامعه‌ای گره خورده‌است. اگرچه این ایده در مارکسیسم آشناست، اما تازگی کار آتالی این است که درک سنتی در مورد چگونگی وقوع انقلاب‌ها در شیوه تولید را معکوس می‌کند:
«[آتالی] اولین کسی است که به دیگر پیامد منطقی احتمالی مدل «تعامل متقابل» اشاره می‌کند - یعنی امکان روبنا (به انگلیسی: superstructure) برای پیش‌بینی تحولات تاریخی، برای پیش‌بینی شکل‌های اجتماعی جدید به شیوه‌ای نبوی و بشارتی. استدلال نویز این است که موسیقی، به دلایلی که خود بیش‌تعیین‌شده‌اند، در میان هنرها منحصر به فرد است و بشارت می‌دهد؛ که موسیقی امروز هم وعده‌ای برای شیوه‌ای جدید و رهایی‌بخشی از تولید است و هم تهدیدی برای یک حالت ویران‌شهری هولناک تولید.»

## چهار مرحله موسیقی آتالی
آتالی معتقد است که موسیقی در تاریخ چهار مرحله فرهنگی متمایز را پشت سر گذاشته‌است: فداکاری، بازنمایی، تکرار، و مرحله چهارمی که تقریباً می‌توان آن را پساتکرار نامید. این مراحل هر کدام به «شیوه تولید» خاصی مرتبط هستند. به عبارت دیگر، در هر یک از این مراحل، مجموعه‌ای از فناوری‌های تولید، ضبط و انتشار موسیقی و همچنین ساختارهای فرهنگی وجود دارد که امکان انتقال و شنفتن موسیقی را فراهم می‌کند.
فداکاری به ماقبل تاریخ موسیقی مدرن - دوره سنت صرفاً شفاهی - اشاره دارد. از نظر تاریخی، این دوره را می‌توان در هر زمانی قبل از حدود ۱۵۰۰ پس از میلاد دانست. این دوره قبل از تولید انبوه موسیقی نت‌دار است - دوره‌ای که سنت موسیقی صرفاً در حافظه مردم، عموماً به‌صورت آهنگ‌های شفاهی و داستان‌های عامیانه وجود دارد. در اینجا، آتالی موسیقی را در تقابل با «نویز» طبیعت توصیف می‌کند. به عبارت دیگر، موسیقی در مقابل نیروهای طبیعی است که انسان و میراث فرهنگی او را تهدید می‌کند. هدف موسیقی در این عصر حفظ و انتقال آن میراث فرهنگی با استفاده از موسیقی برای تقویت حافظه است. موسیقی در این دوره در همه جا حضور دارد و اغلب در جشنواره گره خورده‌است. او فصل را فداکاری می‌نامد زیرا در این عصر موسیقی مراسمی و تعالی ساختاری‌دار خشونت طبیعت است.
بازنمایی به دوران موسیقی چاپی - تقریباً ۱۵۰۰ تا ۱۹۰۰ پس از میلاد اشاره دارد. در این دوران، موسیقی برای اولین بار به یک رسانه فیزیکی گره خورده و بنابراین به کالایی برای فروش در بازار تبدیل می‌شود. در این دوران، آتالی موسیقی را به عنوان نمایشی توصیف می‌کند که در مقابل سکوت قرار می‌گیرد - انتظاری همراه با سکوت که به اجراکننده حرفه‌ای در سالن کنسرت خوشامد می‌گوید را تصور کنید. در این دوران، موسیقی نیز از دنیای زندگی انسان جدا می‌شود: دیگر در حیطه کار دهقانان نیست، بلکه موسیقی به فرآیندی بسیار پیچیده و مکانیکی تبدیل می‌شود که توسط متخصصان بازسازی می‌شود. او این فصل را بازنمایی می‌نامد، زیرا وظیفه اجراکننده این است که موسیقی را «بازارائه» کند - آن را از غیاب بیرون بیاورد و با ترسیم مقصود آهنگساز از صفحه و بیان آن برای مخاطبان منتظر، آن را به حضور بیاورد:
«در آغاز قرن هجدهم، اشتیاق آیین‌مندشده بازنمایی می‌شد. نوازنده… به کارمند دائمی لردها بدل شد، سازنده و فروشنده نشانه‌های کسی که در ظاهر آزاد بود، اما درواقع تقریباً همیشه توسط مشتریانش مورد استثمار و دستکاری قرار می‌گرفت… طرز مواجه با موسیقی از این پس عمیقاً تفیر کرد: در آیین، موسیقی یکی از جزئی از تمامیت زندگی بود… در مقابل، در بازنمایی شکافی بین نوازندگان و مخاطبان وجود داشت. سکوت بلامنازع حاکم بر کنسرت‌های بورژوازی حکمفرما بود… تله برچیده شد: سکوتی که به موزیسین‌ها خوشامد می‌گوید چیزی بود که موسیقی را آفرید و به آن وجودی مستقل و واقعی بخشید. موسیقی به عوض اینکه یک رابطه باشد، دیگر چیزی بیش از تک‌گویی متخصصان در مقابل مصرف‌کنندگان نبود. هنرمند همگام با فروش آثارش متولد می‌شود…» (از کتاب، ۴۶–۴۷)
تکرار به دوران ضبط و پخش صدا اشاره دارد - تقریباً ۱۹۰۰ پس از میلاد تا کنون. در این دوره، نت‌نویسی (که می‌توان آن را به‌عنوان یک راهنمای رمزگذاری‌شده و مکتوب برای نحوه پخش موسیقی در نظر گرفت) با ضبط (که صدای موسیقی است، به دام افتاده و بر روی واینیل، نوار یا دیسک نگهداری می‌شود) جایگزین شد. آتالی ادعا می‌کند که در طول این دوره هدف موسیقی حافظه یا کیفیت نیست، بلکه وفاداری (به انگلیسی: fidelity) است - وفاداری هدف کسانی که در پروژه موسیقی (که نه تنها آهنگسازان و نوازندگان، بلکه مهندسان صدا، مدیران استودیو و موارد مشابه را شامل می‌شود) می‌شود. اینکه صدا را تا حد امکان واضح و بدون نقص ضبط کنید و این ضبط‌ها را به‌طور کامل بازتولید کنید. در این دوره، هر اثر موسیقایی با نسخه‌های دیگر خود در تضاد قرار می‌گیرد - سؤال کلیدی برای نوازنده این است: چقدر می‌تواند با وفاداری ضبط «اصلی» را دوباره تولید کند؟ بنابراین، آتالی این فصل را تکرار می‌نامد، زیرا هر کنش موسیقایی تکرار آن چیزی است که قبلاً آمده‌است: موسیقی از پژواک‌های بی‌نقص‌تر خودش تشکیل شده‌است:
آتالی در فصل «تصنیف‌کردن» به دوران پساتکرار اشاره می‌کند، اما هرگز نظریه خود را به‌طور کامل بسط نمی‌دهد. در حالی که بسیاری از خوانندگان این موضوع را تحت تأثیر تکنیک‌های موسیقی الکترونیکی مانند نمونه‌برداری، ریمیکس و دستکاری الکترونیکی می‌دانند (که در سال ۱۹۸۵ زمانی که ترجمه انگلیسی منتشر شد رایج بود)، با توجه به اینکه «نویز» اولین بار در سال ۱۹۷۷ به زبان فرانسه منتشر شد (و می‌توان فرض کرد که نسخه خطی حداقل چند ماه قبل از انتشار کامل شده‌است)، تردید وجود دارد که آنها بر آتالی تأثیر داشته باشند. با این حال، سبکی از موسیقی که از دستکاری مواد ضبط‌شده به‌وجود آمده‌است، در سال ۱۹۴۸ در فرانسه ایجاد شد و در زمان تألیف کتاب به مدت نزدیک به سه دهه در قالب گروه تحقیقات موسیقی (به فرانسوی: Groupe de recherches musicales (GRM)) نهادینه شده.